# Zamek Blatnica
Zamek Blatnica (słow. Blatnický hrad) – ruiny średniowiecznego zamku w pobliżu wsi Blatnica w Turcu, w powiecie Martin w kraju żylińskim na Słowacji. Wznoszą się na wyraźnej przełączce w końcowej części grzbietu Pekarová, oddzielającego Kotlinę Turczańską od Doliny Gaderskiej w Wielkiej Fatrze.
Początki zamku sięgają drugiej połowy XIII w., kiedy to pod zamkiem biegła jeszcze Via Magna – droga handlowa z górnego Ponitrza przez Kotlinę Turczańską na Śląsk lub Orawę i dalej przez polskie ziemie nad Bałtyk. Pierwsza wzmianka pisemna o zamku pochodzi z 1300 r., kiedy to należał on do Piotra z Brezowicy. Później zamek przeszedł w ręce królewskie. Składał się on z wąskiej, wydłużonej budowli mieszkalnej, usytuowanej na osi wschód-zachód i zaopatrzonej na końcach w baszty. Od północnego wschodu strzegło go skalne urwisko. Całe wzgórze było wówczas nagie – zalesiono je sosną dopiero po opuszczeniu zamku.
W 1414 r. zamek, który utracił już rolę strażnicy strzegącej szlaku przesuniętego teraz ku osi doliny, przeszedł spod władzy królewskiej w ręce Pongráca z Liptowskiego Mikułasza, a następnie – polskiego rycerza Piotra Komorowskiego, władającego wówczas z ramienia węgierskiego króla całą Orawą. Wielokrotnie zmieniając właścicieli, w 1540 r. dostał się Révay’om, ówczesnym dziedzicznym żupanom turczańskim, którzy w drugiej połowie XVI i na początku XVII w. wybudowali dolną część zamku z licznymi budowlami mieszkalnymi i gospodarczymi oraz dwoma półotwartymi basztami. Nie podniosło to jednak walorów obronnych warowni: najpierw zajęły ją oddziały powstańców Stefana Bocskaya (1604), a następnie wojska Gabriela Bethlena (1619). W końcu lat 70. XVII w. zamek zajęli kurucowie Emeryka Thököly’ego. Podczas ich władania zamkiem wybuchł na nim wielki pożar, który zniszczył znaczną część zabudowań. Na początku następnego stulecia zamek zajęli powstańcy Franciszka Rakoczego. Revayowie odzyskali go dopiero w 1708 r., po przegranej powstańców w bitwie przy Trenczynie. Dzięki temu, że nie przyłączyli się oni do powstania Rakoczego, ich zamek nie znalazł się na cesarskiej liście twierdz, przeznaczonych do zburzenia. W 1744 r. zamek jeszcze odnawiano, lecz jego znaczenie obronne zupełnie upadło i od 1790 r. nie był już zamieszkany. Z czasem popadł w ruinę.
Dostęp do zamku tylko pieszo: ze wsi Blatnica, doliną Gaderską (żółty szlak turystyczny) ok. 45-50 min, z szosy Blatnica – Necpaly ok. 15-20 min.

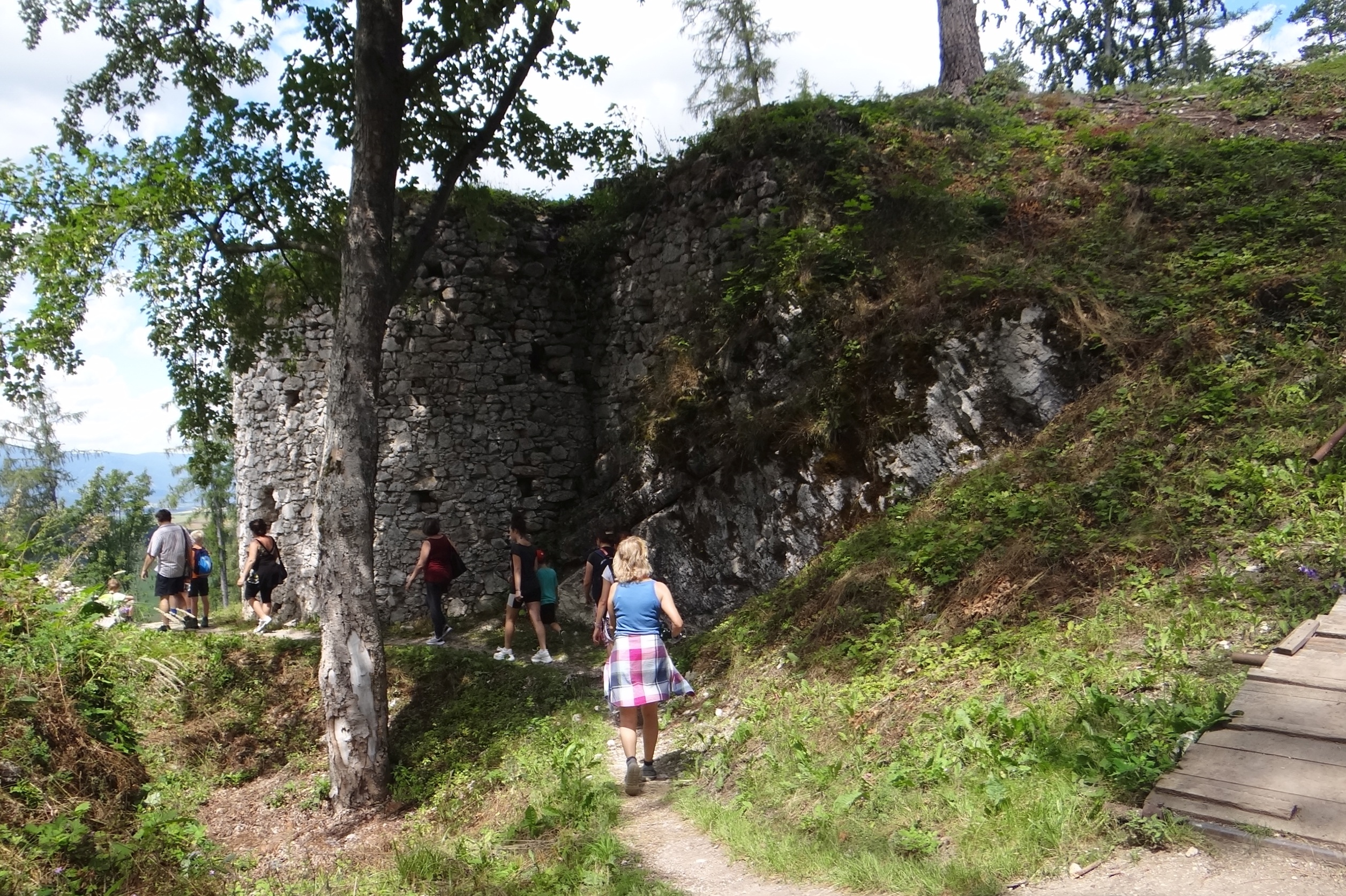
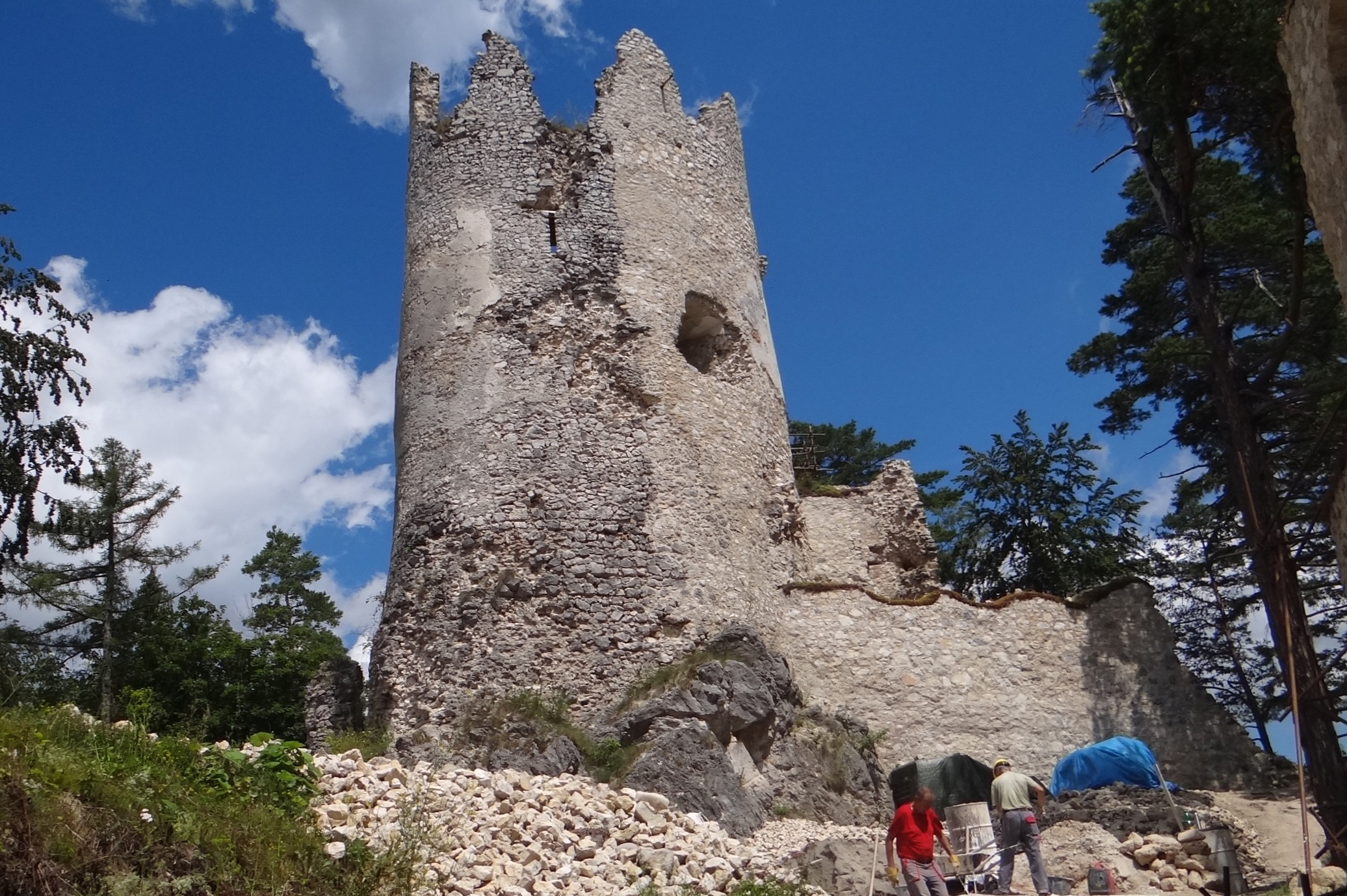
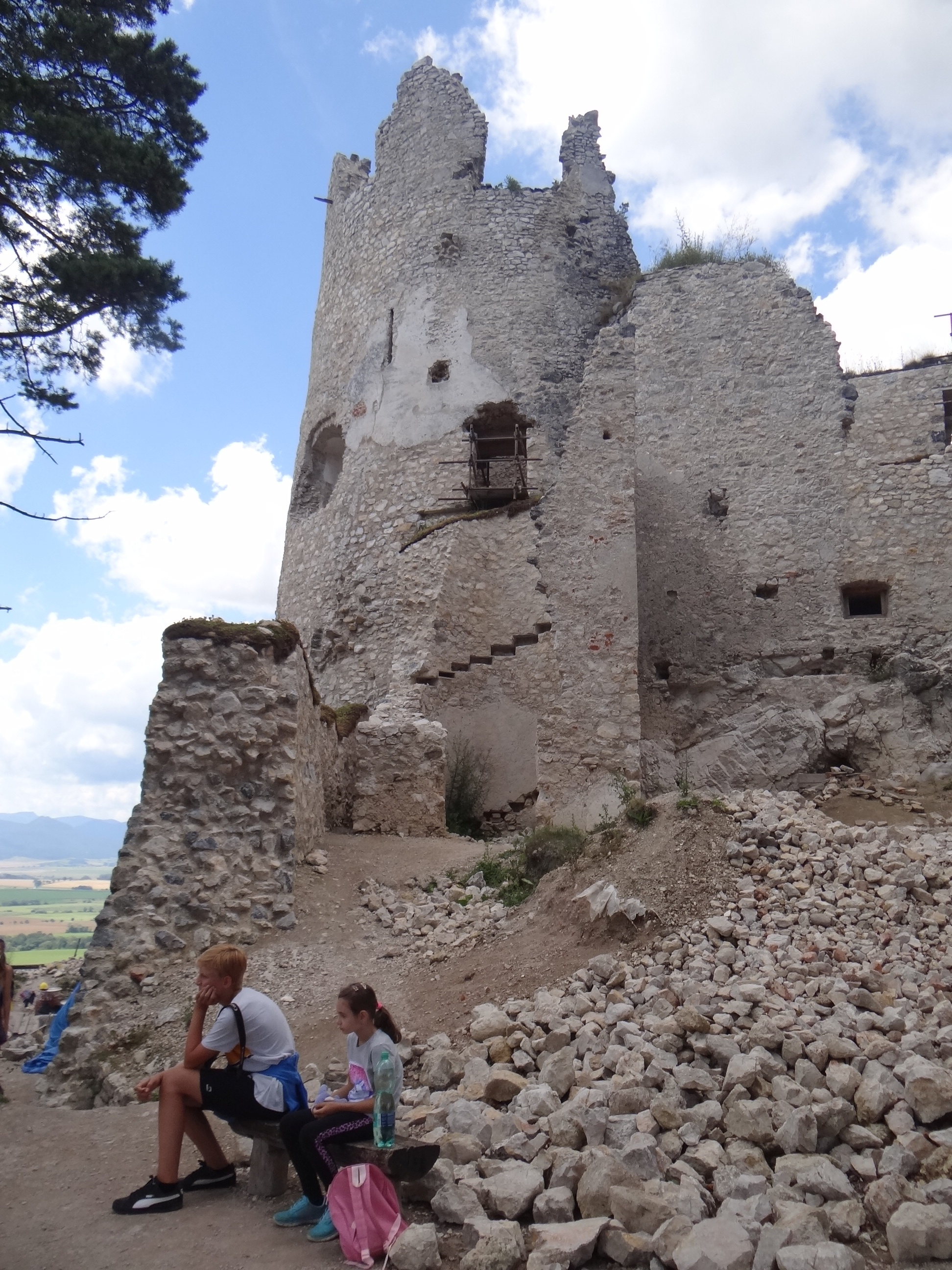
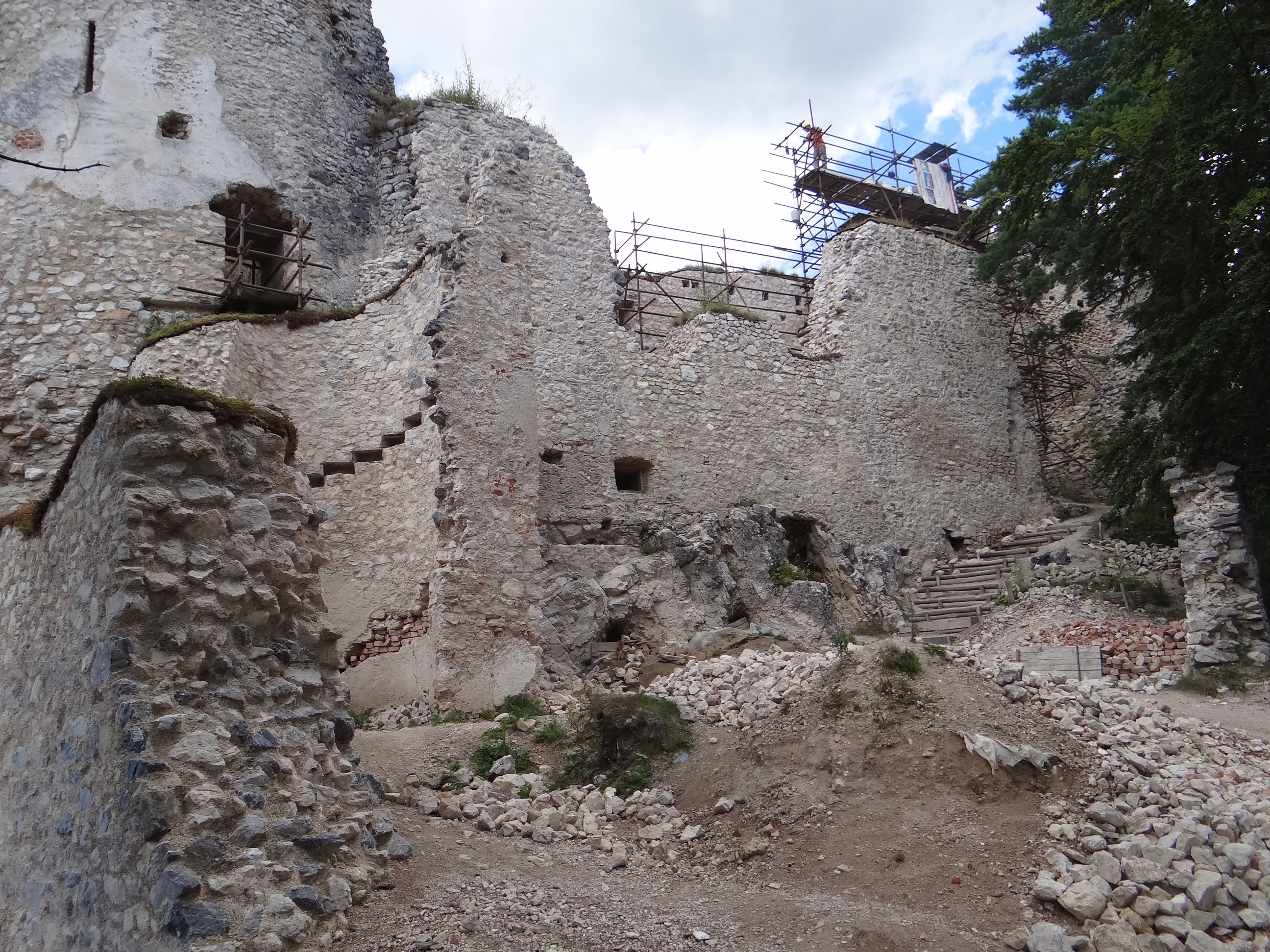
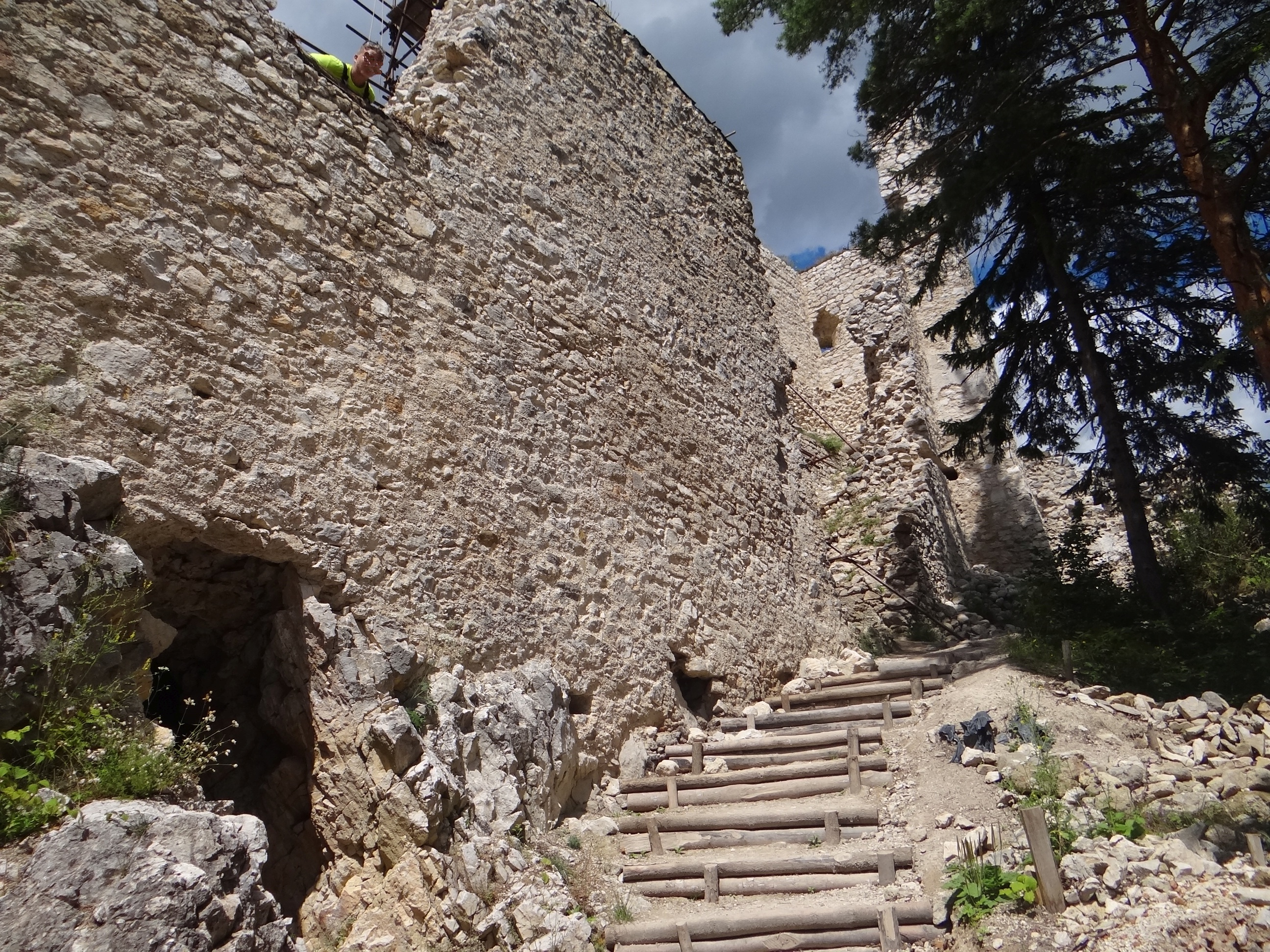
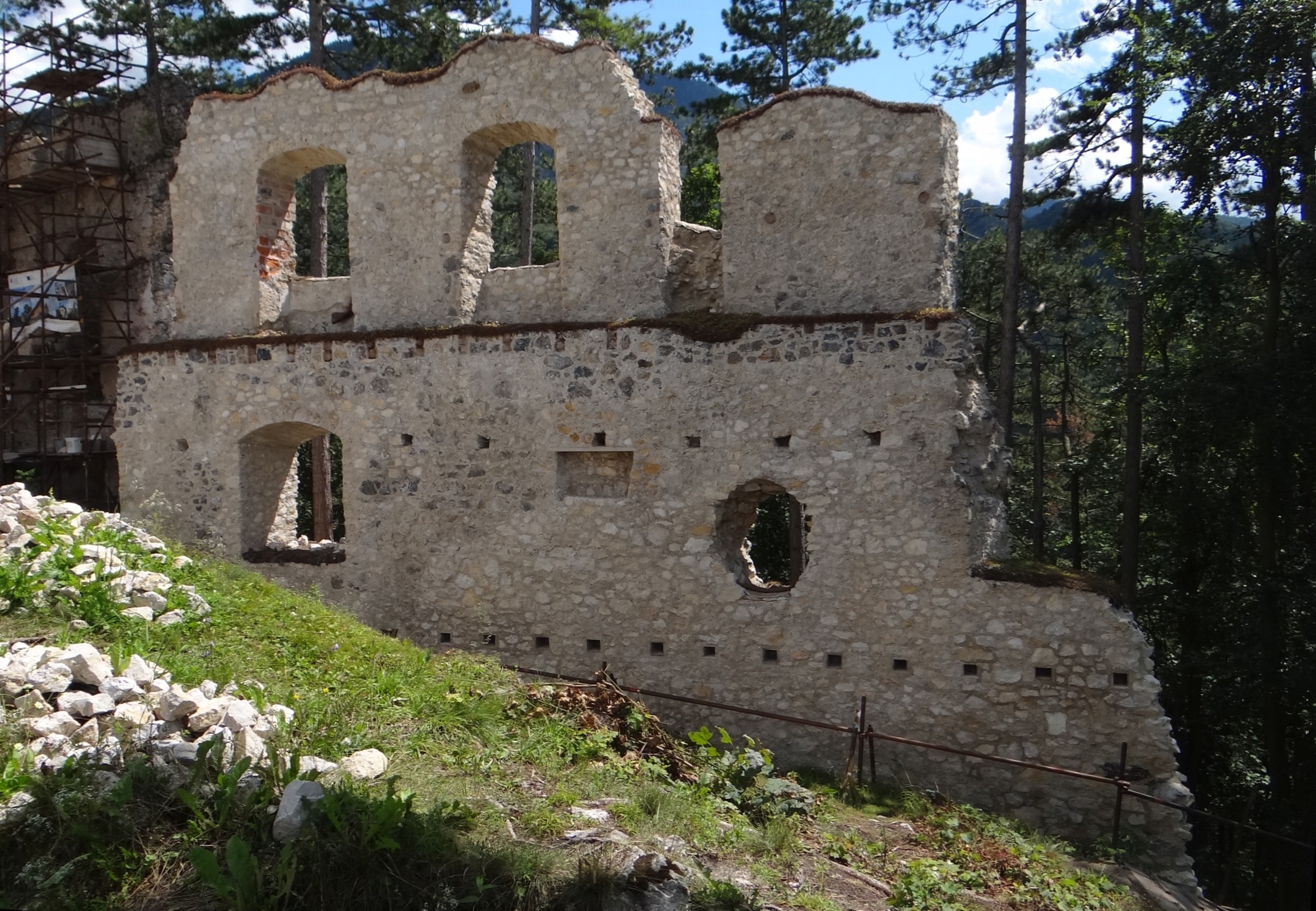
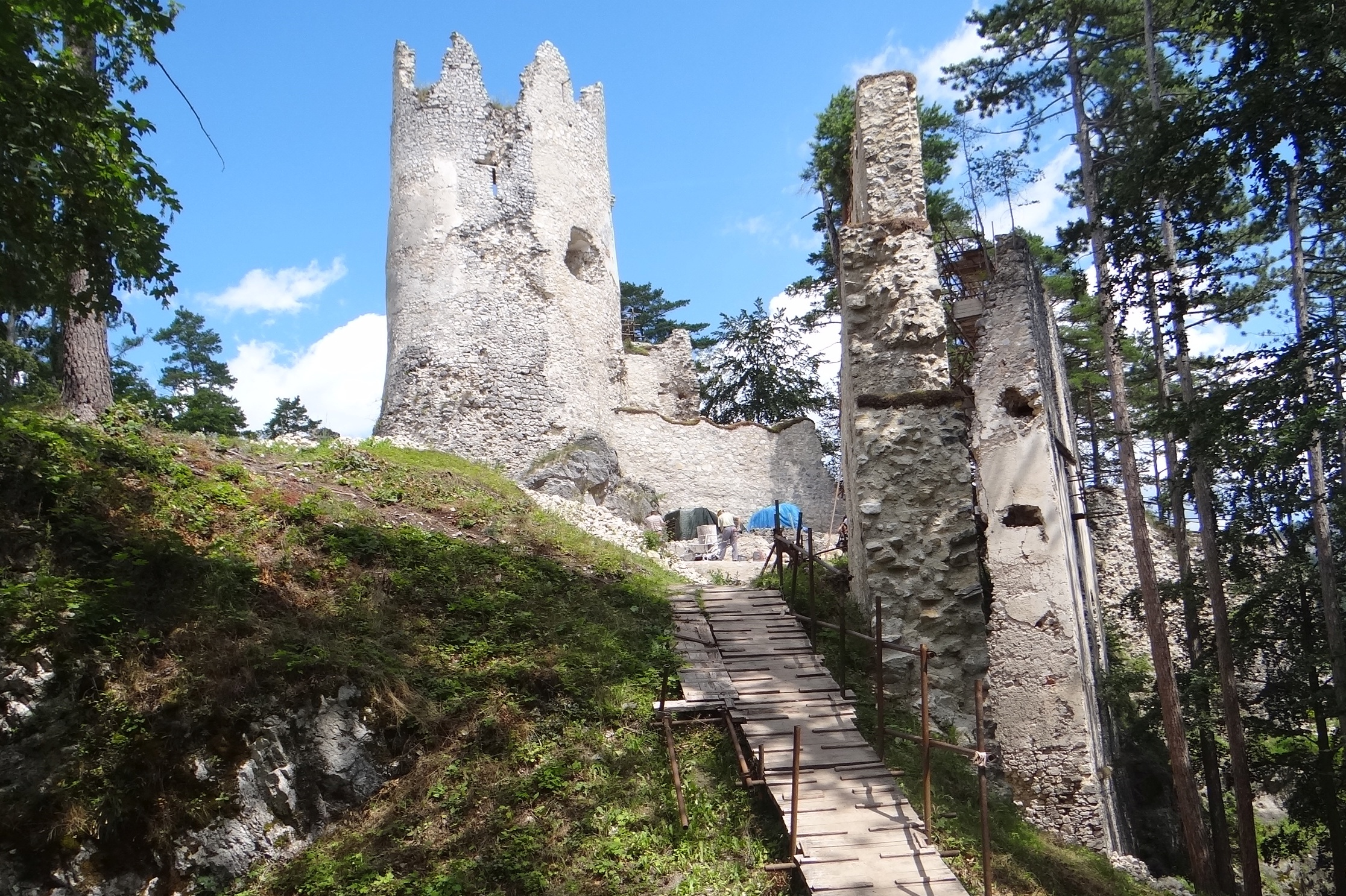